# Acaena interrupta
Acaena interrupta é uma espécie de rosácea do gênero Acaena, pertencente à família Rosaceae.